# Жиль Трембле
Жиль Трембле (фр. Gilles Tremblay, нар. 17 грудня 1938, Бопор — пом. 26 листопада 2014, Монреаль) — канадський хокеїст, що грав на позиції крайнього нападника.

## Ігрова кар'єра
Професійну хокейну кар'єру розпочав 1956 року.
Усю професійну клубну ігрову кар'єру, що тривала 14 років, провів, захищаючи кольори команди «Монреаль Канадієнс».

## Нагороди та досягнення
- Володар Кубка Стенлі в складі «Монреаль Канадієнс» — 1965, 1966, 1968, 1969.
- Учасник матчу усіх зірок НХЛ — 1965, 1967.

## Статистика НХЛ
| Сезон        | Клуб                 | Ліга         | Регулярний сезон | Регулярний сезон | Регулярний сезон | Регулярний сезон | Регулярний сезон | Плей-оф | Плей-оф | Плей-оф | Плей-оф | Плей-оф |
| Сезон        | Клуб                 | Ліга         | І                | Г                | П                | О                | ШХ               | І       | Г       | П       | О       | ШХ      |
| ------------ | -------------------- | ------------ | ---------------- | ---------------- | ---------------- | ---------------- | ---------------- | ------- | ------- | ------- | ------- | ------- |
| 1960-1961    | «Монреаль Канадієнс» | НХЛ          | 45               | 7                | 11               | 18               | 4                | 6       | 1       | 3       | 4       | 0       |
| 1961-1962    | «Монреаль Канадієнс» | НХЛ          | 70               | 32               | 22               | 54               | 28               | 6       | 1       | 0       | 1       | 2       |
| 1962-1963    | «Монреаль Канадієнс» | НХЛ          | 60               | 25               | 24               | 49               | 42               | 5       | 2       | 0       | 2       | 0       |
| 1963-1964    | «Монреаль Канадієнс» | НХЛ          | 61               | 22               | 15               | 37               | 21               | 2       | 0       | 0       | 0       | 0       |
| 1964-1965    | «Монреаль Канадієнс» | НХЛ          | 26               | 9                | 7                | 16               | 16               | -       | -       | -       | -       | -       |
| 1965-1966    | «Монреаль Канадієнс» | НХЛ          | 70               | 27               | 21               | 48               | 24               | 10      | 4       | 5       | 9       | 0       |
| 1966-1967    | «Монреаль Канадієнс» | НХЛ          | 62               | 13               | 19               | 32               | 16               | 10      | 0       | 1       | 1       | 0       |
| 1967-1968    | «Монреаль Канадієнс» | НХЛ          | 71               | 23               | 28               | 51               | 8                | 9       | 1       | 5       | 6       | 2       |
| 1968-1969    | «Монреаль Канадієнс» | НХЛ          | 44               | 10               | 15               | 25               | 2                | -       | -       | -       | -       | -       |
| Усього в НХЛ | Усього в НХЛ         | Усього в НХЛ | 509              | 168              | 162              | 330              | 161              | 48      | 9       | 14      | 23      | 4       |

## Робота на ТБ
З 1971 по 1997 працював хокейним аналітиком на каналі CBC.